# Wilhelm Heinrich Erbkam
Wilhelm Heinrich Erbkam (* 8. Juli 1810 in Glogau; † 9. Januar 1884 in Königsberg) war ein deutscher evangelischer Theologe.

## Leben
Als Sohn des Oberamts-Regierungsrates Johann Wichardt Erbkam (1771–1838) und der seit 1. August 1803 mit ihm verheirateten Friederike Henriette Erbkam (1781–1852), geb. Sack, Tochter des Bischofs Friedrich Samuel Gottfried Sack wurde Wilhelm Heinrich Erbkam am 8. Juli 1810 in Glogau geboren. Durch Sack wurde Erbkams Vater bald als geheimer Regierungsrat nach Berlin versetzt. Später studierte er an der Universität Bonn Theologie; seine Lehrer waren sein Onkel Karl Heinrich Sack, Karl Immanuel Nitzsch und Friedrich Bleek. Danach bezog er die Friedrich-Wilhelms-Universität zu Berlin unter Friedrich Schleiermacher, August Neander und Philipp Konrad Marheineke und anschließend am Wittenberger Predigerseminar, wo er unter Richard Rothe Interesse für Kirchengeschichte zeigte.
In Berlin schloss er sein Studium ab, wurde 1838 habilitiert und hielt als Privatdozent Vorlesungen über Kirchen- und Dogmengeschichte sowie über systematische Theologie. Zehn Jahre lang wirkte er als solcher und verfasste seine erste literarische Arbeit Beleuchtung der Erklärung von 1845. In der Schrift nahm er Stellung im Protest gegen die Evangelische Kirchenzeitung und deren Herausgeber Ernst Wilhelm Hengstenberg, der von Rulemann Friedrich Eylert und Johann Heinrich Bernhard Dräseke angefangen worden war. Erbkam verteidigte den in Kritik stehenden Hengstenberg, aber nicht den leidenschaftlichen Ton in der Zeitung.
1847 berief ihn die Universität Königsberg zum außerordentlichen Professor für Kirchen- und Dogmengeschichte, wo er im Folgejahr sein Hauptwerk Die Geschichte der protestantischen Sekten im Zeitalter der Reformation schrieb. 1855 wurde Erbkam als Nachfolger Justus Ludwig Jacobi zum ordentlichen Professor befördert. Seit 1857 wirkte er außerdem als Konsistorialrat.
Am 9. Januar 1884 verstarb Erbkam 73-jährig in Königsberg.
Erbkam hatte sich in der Welt einen Namen gemacht durch seine Frömmigkeit, Zuverlässigkeit und Wahrheitsliebe. Er verfasste 14 Biografien über Theologen für die Allgemeine Deutsche Biographie.

## Werke
- Leben und Lehre des Kaspar Schwenckfeld (1838)
- Beleuchtung der Erklärung vom 15. August 1845 (1845)
- Geschichte der protestantischen Sekten im Zeitalter der Reformation (1848)
- De Irenaei principiis ethicis (1856)
- Der Werth kirchengeschichtlicher Arbeiten für die theologische Wissenschaft und das kirchliche Leben (1856)
- Melanchthon’s Verhältniß zu Herzog Albrecht von Preußen und zur Königsberger Universität (Festrede am 19. April 1860)
- Festrede bei Schleiermacher’s hundertjähriger Geburtstagsfeier am 21. November 1868